# INS Vishal
INS Vishal (также IAC-2, Indigenous Aircraft Carrier 2, 2-й авианосец отечественной постройки) — планируемый к постройке авианосец ВМС Индии. В случае успешного завершения это будет второй авианосец индийской постройки после INS Vikrant. Разработку проекта ведёт компания Cochin Shipyard Limited. Предлагаемая конструкция авианосца будет существенно отличаться от Vikrant, в том числе увеличенными размерениями и водоизмещением. Один из вариантов проекта предполагает установку электромагнитной катапульты. Название корабля на санскрите означает «гигант».

## Разработка проекта
В апреле 2011 года начальник штаба ВМС Индии адмирал Нирмал Кумар Верма объявил о планах постройки нового авианосца, но отметил, что это планы на далёкую перспективу, так как у военно-морского флота есть ряд более приоритетных задач. Проектирование корабля началось в 2012 году в Военно-морским конструкторским бюро. Военно-морской флот решил не прибегать к помощи извне при подготовке концепции проекта и планов реализации, однако для интеграции российских палубных самолётов допускалось сотрудничество с производителем. Предполагается. что IAC-2 будет плоскопалубным кораблём водоизмещением 65 000 тонн с катапультной системой запуска самолётов в отличие от трамплинного авианосца Vikrant. 13 мая 2015 года Совет по оборонным закупкам (DAC) выделил 300 млн рупий на эскизное проектирование INS Vishal .
В мае 2015 года начальник штаба ВМС адмирал Робин К. Дхован высказал предположение о возможности оснащения корабля ядерной силовой установкой, заявив, что нового авианосца открыты все возможные варианты. Первоначальный проект предполагал ядерную силовую установку но позже она была изменена на интегрированную электрическую из-за сложностей, связанных с разработкой ядерного реактора мощностью от 500—550 мегаватт, на которую, возможно, потребовалось бы от 15 до 20 лет.
15 июля 2015 года ВМС Индии также обратились к четырем зарубежным оборонным компаниям за предложениями по конструкции авианосца. По сообщению Jane’s. Navy International, письма-запросы были направлены в BAE Systems (Великобритания), DCNS (Франция), Lockheed Martin (США) и Рособоронэкспорт (Россия). В письмах компаниям предлагалось «предоставить технические и сметные предложения» по программе IAC-2.
Сообщается, что в 2013 году ВМС Индии стремились оснастить авианосец электромагнитной системой, которая позволила бы запускать более крупные самолеты, а также беспилотные боевые летательные аппараты. General Atomics, разработчик электромагнитной катапульты EMALS с разрешения правительства США ознакомила с этой технологией представителей ВМС Индии. В апреле 2015 года заместитель министра обороны США по закупкам и устойчивому развитию Фрэнк Кендалл заявил, что администрация Обамы поддерживает продажу EMALS Индии в числе других технологий. Для сотрудничества в области проектирования авианосцев Индией и США была создана Совместная рабочая группа. Первая встреча Совместной группы состоялась в августе 2015 года В октябре 2017 года, незадолго до визита госсекретаря США Рекса Тиллерсона в Индию, администрация Трампа одобрила интеграцию технологии для EMALS в «Вишал».
3 декабря 2018 года начальник штаба ВМФ Сунил Ланба сообщил СМИ, что работы на «Вишале» продвинулись вперед, и ожидается, что строительство корабля начнется через 3 года. Первоначально ввод в строй планировался на 2020-е годы, затем срок завершения был перенесён на 2030-е.
5 мая 2019 года британская газета Daily Mirror сообщила, что Индия ведет переговоры с Великобританией о покупке чертежей HMS Queen Elizabeth, чтобы использовать их в качестве основы дизайна нового авианосца.
В апреле 2021 года Hindustan Times сообщила, что ВМС Индии решили в будущей морской войне отдать предпочтение атомным и обычным подводным лодкам, поэтому авианосец INS Vishal войдёт в строй только в качестве замены INS Vikramaditya.

## Организация авиагруппы
Авиагруппа INS Vishal может состоять из палубного многоцелевого истребителя HAL TEDBF и палубной версии стелс-истребителя HAL AMCA. Также на начальном этапе высока вероятность эксплуатации МиГ-29К и других палубных самолетов. С учетом того, что INS Vishal, вероятно, поступит на вооружение в начале 2030-х годов, следует предусмотреть использование БЛА, а также противолодочных самолетов и самолётов ДРЛО, а также средних и легких истребителей. Применение БЛА могло бы значительно расширить границы выполняемых миссий, включая разведывательные операции с высокой степенью риска и операции по подавлению ПВО противника. Дозаправка в воздухе позволит непрерывно держать БЛА в воздухе в течение 24-36 часов.